# Пол Віллард Меррілл
Пол Віллард Меррілл (англ. Paul Willard Merrill; 15 серпня 1887 — 19 липня 1961) — американський астроном, член Національної АН США.

## Біографія
Народився в Міннеаполісі. У 1908 році закінчив Стенфордський університет. Упродовж 1908—1913 років працював у Лікській обсерваторії, в 1913—1916 роках — у Мічиганському університеті, в 1916—1919 роках — у Бюро стандартів у Вашингтоні, упродовж 1919—1952 років — в обсерваторії Маунт-Вілсон.
Наукові роботи відносяться до зоряної спектроскопії. У 1917 році першим використав інфрачервону фотографію для вивчення спектрів зірок. Відкрив і ототожнив молекулярні смуги в ближній інфрачервоній області в спектрах холодних зірок; в 1932 першим сфотографував водневі лінії серії Пашена в спектрах зірок. Виконав великі дослідження емісійних ліній у гарячих зірках, склав каталог понад 2000 зірок типів A і B з яскравими лініями, багато з яких були відкриті ним в обсерваторії Маунт-Вілсон при фотографічному огляді неба з об'єктивною призмою. Найвідоміші роботи Меррілла присвячені спектрам довгоперіодичних змінних зірок. У результаті тривалих і детальних спостережень здобув багато нових даних про спектральну поведінку цих зірок, рухах їхніх атмосфер, рівні виникнення емісійних ліній, ефекти флуоресценції. Остаточно ототожнив цирконій у S-зорях, відкрив (1952) в них технецій; пояснив за допомогою механізму флуоресценції аномальні інтенсивності ліній заліза у змінних класу Me. Відкрив дифузні міжзоряні лінії поглинання.
Член багатьох наукових товариств. Медаль Генрі Дрейпера Національної АН США (1945) та медаль Кетрін Брюс Тихоокеанського астрономічного товариства (1946).
На честь ученого названо кратер на Місяці.